# Palazzo Municipale (Ercolano)
Il Palazzo Municipale di Ercolano è una delle ville vesuviane del Miglio d'Oro, sita su corso Resina nel tratto compreso tra la Reggia di Portici ed il parco archeologico di Ercolano.

## Storia
L'edificio, già esistente alla metà del XVII secolo e riportato sulla mappa del duca di Noja, era originariamente composto da due livelli. 
La famiglia Passaro, proprietaria della villa, la donò nel 1845 al comune di Ercolano, che vi trasferì la propria sede nel 1887.  
I lavori di ristrutturazione e adeguamento dell'edificio che avrebbe accolto la casa comunale, tra i quali la realizzazione della sala consiliare, furono diretti dall'architetto Emilio Mayer. Il preesistente giardino, come da volontà dei Passaro, fu trasformato nella villa comunale inaugurata nel 1887 e intitolata nel 2023 a Marco Nonio Balbo, proconsole romano. 
Il secondo piano del Palazzo Municipale fu aggiunto nel XX secolo. 

## Descrizione
Il vasto androne con volta a botte a cassettoni introduce allo scalone che consente l'accesso al primo piano, che ospita un ambiente di gusto neoclassico, ornato con colonne doriche e motivi floreali. Sulla destra una luminosa balconata si affaccia sul parco retrostante, mente di fronte si apre l'elegante sala consiliare, decorata con bassorilievi e colori che richiamano lo stile pompeiano e il blu dell'antica Ercolano. 